# میدرند
میدرند (به لاتین: Midrand) یک شهرک در آفریقای جنوبی است که در City of Johannesburg Metropolitan Municipality واقع شده‌است. میدرند ۱۵۲٫۸۷ کیلومتر مربع مساحت و ۸۷٬۳۸۷ نفر جمعیت دارد.